# Friel
Friel är kyrkbyn i Friels socken i Lidköpings kommun i Västergötland i Sverige. Orten ligger väster om Lidköping söder om Vänern och tre kilometer nordost om Tun. SCB klassade bebyggelsen som en småort 2020, men ej senare
Här ligger Friels kyrka.